# Кошкин, Сергей Николаевич
Серге́й Никола́евич Ко́шкин (род. 16 января 1954) — российский дипломат. Чрезвычайный и полномочный посол (2013).

## Биография
Окончил МГИМО МИД СССР (1977), курсы повышения квалификации Научно-исследовательского центра информатики при МИД России (1992) и курсы повышения квалификации Дипломатической академии МИД России (2004, 2005). 
На дипломатической работе с 1977 года.
- В 1977—1981 годах — дежурный референт, референт, старший референт Посольства СССР в Колумбии.
- В 1981—1985 годах — атташе, третий секретарь Второго латиноамериканского отдела МИД СССР.
- В 1985—1990 годах — третий, второй, первый секретарь Посольства СССР в Колумбии.
- В 1990—1992 годах — первый секретарь Управления латиноамериканских стран МИД СССР, России.
- В 1992—1993 годах — советник Департамента Центральной и Южной Америки МИД России.
- В 1993—1998 годах — советник-посланник Посольства России в Венесуэле.
- В 1998—2001 годах — начальник отдела, главный советник Латиноамериканского департамента МИД России.
- С октября 2002 по август 2005 года — заместитель директора Латиноамериканского департамента МИД России.
- С августа 2005 по январь 2006 года — и. о. директора Латиноамериканского департамента МИД России.
- С 26 сентября 2005 по 5 ноября 2013 года — чрезвычайный и полномочный посол Российской Федерации в Уругвае и наблюдатель при Комитете представителей Латиноамериканской ассоциации интеграции по совместительству[1][2]. Верительные грамоты вручил 2 января 2006 года.
- С 5 ноября 2013 по 17 августа 2016 года — заместитель директора Латиноамериканского департамента МИД России.
- С 17 августа 2016 по 5 октября 2020 года — чрезвычайный и полномочный посол Российской Федерации в Колумбии[3][4].
- С 5 октября 2020 по 28 июня 2024 года — чрезвычайный и полномочный посол Российской Федерации в Чили[5][6].

## Семья
Женат, имеет четверых детей.

## Дипломатический ранг
- Чрезвычайный и полномочный посланник 2 класса (7 ноября 1997)[7]
- Чрезвычайный и полномочный посланник 1 класса (11 февраля 2008)[8]
- Чрезвычайный и полномочный посол (23 апреля 2013)[9].